# Ronnie Grob

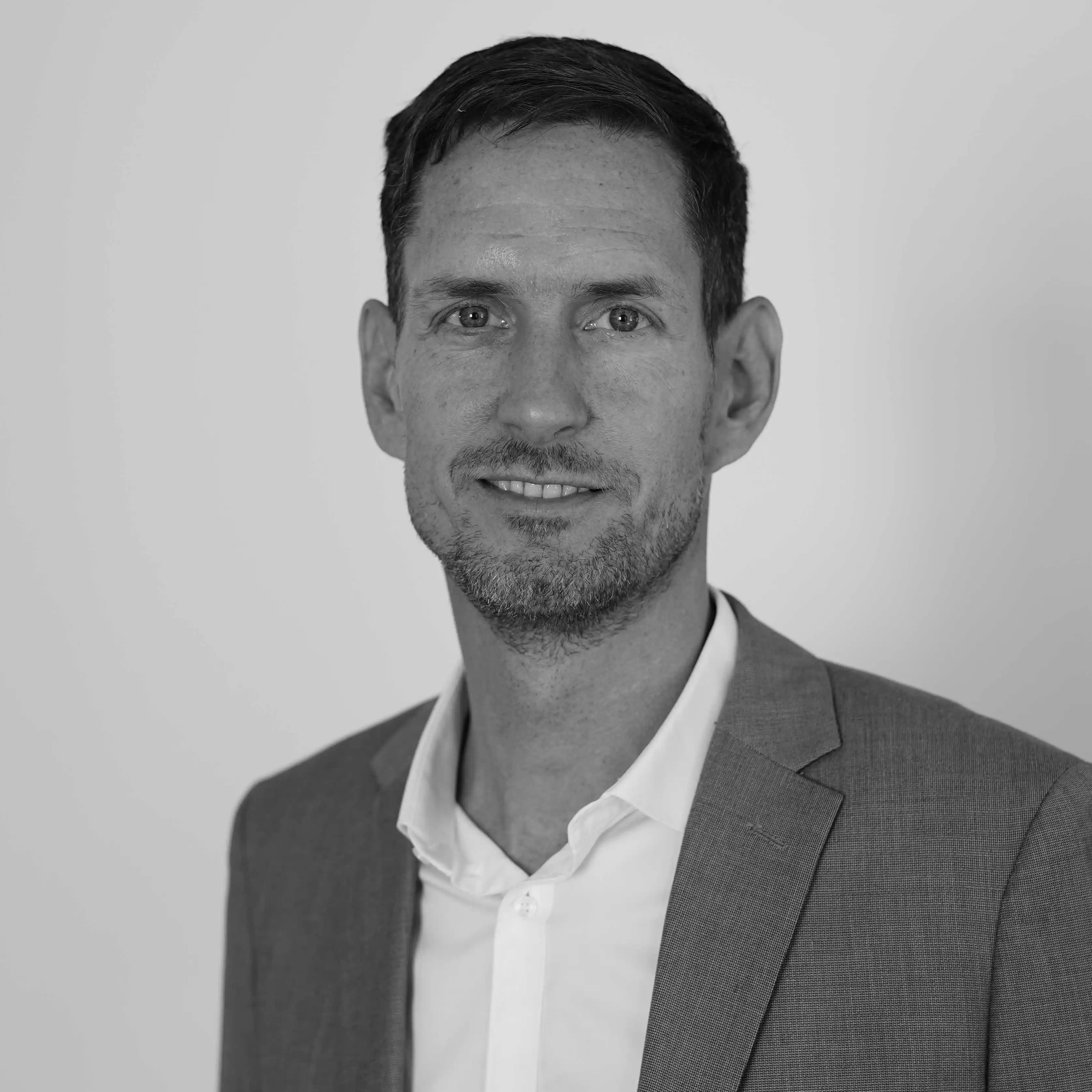
Ronnie Grob (2024)

Ronnie Grob (Ronnie Alexander Samuel Grob, * 22. Juni 1975 in Schlieren) ist ein Schweizer Journalist und Publizist.

## Leben und Ausbildung
Ronnie Grob besuchte die Primar- und Bezirksschule in Wettingen. Danach absolvierte er eine kaufmännische Ausbildung in der Stahl- und Eisenwarenhandlung Debrunner + Reinle (Wettingen), die er 1994 abschloss.

## Berufliche Tätigkeit
Er war bis 2006 in verschiedenen Aufgabengebieten in der Privatwirtschaft tätig (z. B. Stabsstellen, Sekretariat) und absolvierte auch immer wieder längere Reisen.
Seit 2006 arbeitet er als Journalist. 2006 begann er bei der Firma Blogwerk und war für das Blog medienlese.com verantwortlich. Daraus entstand die Rubrik «6 vor 9», die bis heute auf Bildblog.de weitergeführt wird.
Im April 2007 nahm er in Berlin seinen Wohnsitz und arbeitete bis zum August 2016 als freier Journalist für verschiedene deutschsprachige Medien:
- 2010 bis 2013 direktedemokratie.com, ein Blog zur direkten Demokratie
- 2009 bis 2015 bildblog.de, ein Watchblog deutschsprachiger Medien
- 2010 bis 2015 presseverein.ch, die Website des Zürcher Pressevereins (ZPV)
- Herbst 2015 nachbern.ch, eine crowdfinanzierte Website zum Wahlkampf um die Schweizer Parlamentswahlen 2015
- 2011 bis 2017 medienwoche.ch, ein digitales Medienmagazin
- 2014 bis 2017 Punkt Magazin, ein Wirtschaftsmagazin
- 2015 bis 2017 Schweizer Journalist:in, ein Medienmagazin

2015 bis 2016 war er Mitarbeiter beim liberalen Schweizer Monat, 2016 bis 2017 Redaktor, von 2017 bis 2019 stellvertretender Chefredaktor. Seit August 2019 ist er Chefredaktor und folgte Michael Wiederstein nach, der von September 2016 bis Juli 2019 Chefredaktor war. Im August 2025 gab Grob bekannt, den Schweizer Monat per Ende Jahr zu verlassen und 2026 ein Sabbatical einzulegen.
Im September 2015 wurde ihm kurzzeitig die Akkreditierung zum Parlamentsgebäude in Bern entzogen, nachdem er Fotos vom Ratssaal von der Pressetribüne aus gemacht hatte, ohne dafür zuvor eine ausdrückliche Genehmigung einzuholen.
2018/2019 schrieb er während rund sieben Monaten eine wöchentliche Medienkolumne in der NZZ am Sonntag.
Aufgrund einer Publikation des Schweizer Monats über die Republik Arzach 2019 wurde er zur Persona non grata in Aserbaidschan erklärt und darf dort nicht mehr einreisen. Ein Team des Schweizer Monats reiste damals aus Armenien ein und berichtete aus dem Gebiet – ohne Aserbaidschan vorab darüber zu informieren.
Seit Januar 2022 schreibt er unter dem Titel: «Grob gesagt» alle zwei Wochen ein Newsletter-Briefing.

## Politische Einstellung
Grob befürwortet eine liberale Wirtschaftspolitik und liberale Gesellschaft. Eine restriktive Haltung vertritt er in Bezug auf öffentliche Finanzen und bei der Migration.

## Trivia
Von 2009 und 2010 war Grob in der Nominierungskommission und 2011 in der Jury des Grimme Online Award.
Grob setzt sich für Bitcoin als eine Technologie der Freiheit ein. Er moderierte Bitcoin-Konferenzen in Kreuzlingen, Thun und Baden.